# جون فليت (لاعب اتحاد الرغبي)
جون فليت (بالإنجليزية: John Flett)‏ هو لاعب اتحاد الرغبي أسترالي، ولد في 15 يونيو 1963 في Manly, New South Wales ‏ في أستراليا.

## وصلات خارجية
- جون فليت عل موقع إسبنسكروم (الإنجليزية)